# Ryszard Dyrak
Ryszard Dyrak (ur. 18 maja 1950 w Środzie Śląskiej, zm. 8 grudnia 1999 k. Gorzynia) – polski inżynier budownictwa, polityk, poseł na Sejm X kadencji.

## Życiorys
Ukończył w 1976 studia w Wyższej Szkole Inżynierskiej w Zielonej Górze, otrzymując tytuł zawodowy inżyniera budownictwa lądowego. Był twórcą i prezesem zarządu przedsiębiorstwa „Gobex” w Gorzowie Wielkopolskim. W firmach budowlanych pracował od 1969. Od 1981 był dyrektorem Gorzowskiego Przedsiębiorstwa Budownictwa Przemysłowego, a od 1991 dyrektorem i prezesem „Arx-Gobex”. Był pomysłodawcą i realizatorem prywatyzacji GPBP Gobex, opracował również koncepcję holdingu, który budował m.in. terminale odpraw towarowych w Świecku i Olszynie.
W 1977 wstąpił do Polskiej Zjednoczonej Partii Robotniczej. Z jej ramienia był posłem na Sejm kontraktowy z okręgu gorzowskiego. Zasiadał w Komisji Polityki Gospodarczej, Budżetu i Finansów oraz w Komisji Polityki Przestrzennej, Budowlanej i Mieszkaniowej. Działał później w Polskiej Unii Socjaldemokratycznej, Kongresie Liberalno-Demokratycznym i Unii Wolności. Był odznaczony Srebrnym Krzyżem Zasługi.
Zginął w wypadku samochodowym 8 grudnia 1999, wracając z budowy w Warszawie. Pochowany na cmentarzu komunalnym w Gorzowie Wielkopolskim.